# Cyclopogon cotylolabium
Cyclopogon cotylolabium är en orkidéart som först beskrevs av Dariusz Lucjan Szlachetko, och fick sitt nu gällande namn av Germán Carnevali och Gustavo Adolfo Romero. Cyclopogon cotylolabium ingår i släktet Cyclopogon, och familjen orkidéer. Inga underarter finns listade i Catalogue of Life.